# Alix Bressant
Pour les articles homonymes, voir Bressant.
Eugénie Alix Bressant dite Alix Bressant ou Mlle Bressant, née à Paris le 21 septembre 1838 et décédée à Nice le 18 décembre 1909,, est une comédienne et une romancière française.

## Biographie
Eugénie Alix Bressant est la fille de Prosper et Elisabeth Bressant, tous deux comédiens. Elle débute en octobre 1859 au théâtre du Vaudeville, dans les Dettes du Cœur, une comédie d’Auguste Maquet. Puis elle joue de 1861 à 1865 au théâtre du Gymnase avant de partir en tournée en Russie.
En 1867, alors pensionnaire au théâtre impérial Michel, elle se marie à Saint-Pétersbourg avec le prince Mikhaïl Viktorovitch Kotchoubeï avec qui elle aura cinq enfants. Devenue veuve en 1873, elle repart s'installer à Paris et épouse cinq ans plus tard le baron Paul-Adrien d'Artigues, préfet de l'Ariège.
À partir de son premier mariage, Alix Bressant cessa de monter sur scène et s'occupa de littérature. Elle fera publier quelques ouvrages d'abord sous son nom de jeune fille, puis sous celui de princesse Kotchoubey et enfin sous celui de Mme d'Artigues.

## Œuvre
sous le nom d'Alix Bressant
- 1865 : Une Paria, Paris, Serrière éditeur, 1 volume in-18[7]
- 1867 : Gabriel Pinson, Paris, E. Dentu éditeur, 1 volume in-18

sous le nom d'Alix Kotchoubey
- 1871 : Oh ! dites lui, mélodie transcripte pour piano par A. Cramer, Paris, Maison G. Flaxland, partition de 5 pages[8]
- 1874 : Le Manuscrit de Mademoiselle Camille, Paris, E. Dentu éditeur, 1 volume in-12

sous le nom d'Alix d'Artigues
- 1881 : Lettres de femmes, Paris, G. Carpentier éditeur, 1 volume in-12[9]

## Sources
- Les femmes qui écrivent : Alix Bressant « Le Gaulois » 2 août 1883, page 2
- Henry Lyonnet, Dictionnaire des comédiens français, Genève, Bibliothèque de la Revue Universelle Internationale Illustrée, 1912[10]
- Alix Bressant en huit poses, six en pied, deux assis par Eugène Disdéri au musée d’Orsay